# Марина Горка
Марина Горка (на беларуски: Мар’іна Горка; на руски: Марьина Горка) е град в Беларус, административен център на Пуховички район, Минска област. Населението на града е 21 167 души (по приблизителна оценка от 1 януари 2018 г.).

## История
За пръв път селището е упоменато през 16 век година, през 1955 година получава статут на град.

## География
Градът е разположен на 63 км югоизточно от столицата Минск.